# Jackie McLean
Jackie McLean (jako John Lenwood McLean; 17. května 1931, New York City, New York, USA – 31. března 2006, Hartford, Connecticut, USA) byl americký jazzový altsaxofonista. Spolupracoval s mnoha hudebníky, například s varhaníkem Jimmy Smithem nebo Milesem Davisem, se kterým nahrál dvě alba Dig (1951) a Quintet / Sextet (1955).

## Diskografie
- Lights Out! (1956)
- 4, 5 and 6 (1956)
- Alto Madness (1957)
- McLean's Scene (1957)
- New Soil (1959)
- Swing, Swang, Swingin' (1959)
- Capuchin Swing (1960)
- Jackie's Bag (1960)
- Bluesnik (1961)
- A Fickle Sonance (1961)
- Let Freedom Ring (1962)
- Tippin' the Scales (1962)
- Vertigo (1963)
- One Step Beyond (1963)
- Destination... Out! (1963)
- It's Time! (1964)
- Action Action Action (1964)
- Right Now! (1965)
- Jacknife (1965)
- Consequence (1965)
- New and Old Gospel (1967)
- 'Bout Soul (1967)
- Demon's Dance (1967)
- One Night with Blue Note Preserved Volume 2 (1985) & Woody Shaw, McCoy Tyner, Cecil McBee a Jack DeJohnette
- It's About Time (1985) & McCoy Tyner
- Hat Trick (1996)
- Fire & Love (1998)
- Nature Boy (2000)
- Ode to Super (1973)
- Dr. Jackle (1979; nahráno 1966)
- Contour (1980)
- Strange Blues (1990)
- Makin The Changes (1990)
- Dynasty (1990)
- A Long Drink Of The Blues (1994)
- The Jackie Mac Attack Live (1991)
- Rhythm Of The Earth (1992)

Gene Ammons
- The Happy Blues (1956)
- Jammin' with Gene (1956)
- Funky (1957)
- Jammin' in Hi Fi (1957)

Art Blakey
- Hard Bop (1956)
- Drum Suite (1956)
- Ritual (1957)

Kenny Burrell
- 2 Guitars (1957) & Jimmy Raney

Donald Byrd
- 2 Trumpets (1956) & Art Farmer
- Off to the Races (1958)
- Fuego (1959)
- Byrd in Flight (1960)

Sonny Clark
- Cool Struttin' (1958)

Miles Davis
- Dig (1951)
- Quintet / Sextet (1955)

Walter Davis Jr.
- Davis Cup (1959)

Kenny Dorham
- Inta Somethin' (1961)
- Matador (1962)

Ray Draper
- Tuba Sounds (1957)

Charles Mingus
- Pithecanthropus Erectus (1956)
- Blues and Roots (1958)

Hank Mobley
- Mobley's Message (1956)
- Hi Voltage (1967)

Grachan Moncur III
- Evolution (1963)

Lee Morgan
- Lee-Way (1960)
- Tom Cat (1964)
- Cornbread (1965)
- Infinity (1965)
- Charisma (1966)
- The Sixth Sense (1967)

Freddie Redd
- The Connection (1960)
- Shades of Redd (1960)
- Redd's Blues (1961)

Jimmy Smith
- Open House (1960)
- Plain Talk (1960)

Art Taylor
- Taylors Wailers (1957)

Mal Waldron
- Mal 2 (1957)
- Like Old Time (1976)
- Left Alone '86 (1986)

Jack Wilson
- Easterly Winds (1967)